# Cerco de Lovech
O Cerco de Lovech (em búlgaro: Обсада на Ловеч) aconteceu durante a primavera de 1187 quando as forças do Império Bizantino cercaram a cidade de Lovech, controlada pelo Império Búlgaro.

## Contexto
Em 1185, os irmãos Asen e Pedro lideraram uma revolta contra os bizantinos para restaurar o Império Búlgaro. Toda a região da Mésia Inferior com exceção de Varna foi rapidamente libertada e os irmãos passaram a atacar as guarnições bizantinas ao sul da cordilheira dos Balcãs. As táticas búlgaras incluíam marchas aceleradas e ataques de surpresa, dificultando muito a reação bizantina.
Para mudar a situação, o imperador Isaac II Ângelo resolveu marchar contra a região norte da Bulgária para atingir diretamente o coração do território rebelde, as proximidades de Tarnovo.

## O cerco
No final do outono de 1186, o exército bizantino marchou para o norte na direção de Sredets (Sófia). A campanha foi planejada para surpreender os búlgaros. Porém, duras condições climáticas e o início adiantado do inverno atrasaram os bizantinos, cujo exército acabou invernando em Sredets.
Na primavara do ano seguinte, a campanha foi retomada, mas já sem o elemento surpresa. Os búlgaros aproveitaram o atraso para reforçar as defesas no caminho de Tarnovo, inclusive a fortaleza de Lovech. O cerco durou três meses e foi um desastre completo para Isaac. O único sucesso foi a captura da esposa de João Asen, mas o feito não foi suficiente para dobrar os búlgaros e o imperador acabou forçado a aceitar uma trégua, reconhecendo assim a restauração do Império Búlgaro.

## Consequências
De acordo com o tratado, o mais jovem dos irmãos Asen, Joanitzes, foi enviado como refém para Constantinopla para garantir a paz. Porém, Nicetas Coniates relata que a situação se tornou ainda pior para os bizantinos: logo depois do cerco, os búlgaros na região da Macedônia também se revoltaram sob o comando do general Dobromir Chrysos.
A paz durou até 1189, quando, por causa da proposta búlgara de ajudar a Terceira Cruzada contra os bizantinos, Isaac lançou uma campanha punitiva. O imperador foi derrotado e por pouco não perdeu a vida na Batalha de Tryavna, que confirmou a superioridade militar búlgara na época.